# Villa Ritter
Die Villa Ritter war bis in die 2010er Jahre Sitz des Kreiswehrersatzamtes in Kaiserslautern. Das Gebäude hat die Adresse Am Vogelgesang 44.

## Geschichte und Beschreibung
Die Villa Ritter ist ein herrschaftliches Bürgerhaus mit zweieinhalb Geschossen, das im ausgehenden 19. Jahrhundert, in den Jahren 1888/1889, im Baustil der Neurenaissance bzw. des Neubarock errichtet wurde. Die Pläne lieferte der Karlsruher Architekt Ludwig Levy. Im Jahr 1909 wurde ein Wintergarten angebaut.

## Vergangene und aktuelle Nutzung
Die Villa Ritter wurde bis in die 2010er Jahre von der Bundeswehr genutzt; in den Räumlichkeiten befand sich das Kreiswehrersatzamt. Eine Zeit lang stand das Gebäude leer, seit 2012 ist es Flüchtlingsunterkunft. Diese Art der Nutzung erzeugte Kontroversen in der Bevölkerung.